# Guajolota
La torta de tamal, también conocida como guajolota, es una preparación típica de la Ciudad de México que consiste en una torta (es decir, un bolillo, telera u otro tipo de pan blanco partido en dos) rellena de tamal (que es masa de maíz cocida en agua o al vapor y rellena a su vez de pollo y salsa).
Se considera un «antojito» popular, es decir, comida callejera mexicana, y típicamente se consume para el desayuno. Cuesta alrededor de los 17 MXN y en los puntos de venta se suele acompañar de atole, combinación conocida popularmente como «guajolocombo». Se encuentran en salidas de metro, parques y avenidas concurridas de toda la ciudad, se preparan al momento en que se piden y se consumen frente al puesto o de camino al trabajo.
Existen diferentes tipos de tamal con los que se puede rellenar una guajolota: 
- Tamal verde
- Tamal oaxaqueño
- Tamal de dulce
- Tamal de rajas
- Tamal frito
- Tamal de mole

## Origen
Existen diversas teorías acerca del origen del nombre «guajolota». Algunos lo atribuyen a la forma cebada y redondeada similar a la pechuga de un guajolote (una variedad de pavo consumida en México). También, ya que es un antojito altamente calórico (entre las 800 y las 1000 calorías), se dice a quien lo consume que lo «engordará como a un guajolote». Otras fuentes afirman que su nombre proviene de un tipo de pan de baja calidad que se usaba para prepararlas, llamado también «guajolote».
En su libro La cultura del antojito. De tacos, tamales y tortas (2013), el historiador mexicano José N. Iturriaga explica que la guajolota nació en la ciudad de Puebla hace, por lo menos, dos siglos, y que esta receta original difiere ligeramente de la actual guajolota, puesto que se usaba pan bazo y se rellenaba con una enchilada roja (chiles secos colorados) y carne de puerco deshebrada. Con el tiempo, la receta se trasladó a la capital mexicana y se sustituyeron los ingredientes, mientras que en Puebla se mantuvo la original y finalmente se acabó perdiendo.